# Marijn Ververs
Marijn Ververs (Leiden, 17 september 1998) is een Nederlands basketballer.

## Carrière
Ververs speelde in de jeugd van ZZ Leiden en maakte bij die club zijn profdebuut in het seizoen 2016/17. Hij speelde acht seizoenen voor de club en won drie keer het Nederlands kampioenschap en twee keer de BNXT League-titel. Daarnaast won hij ook enkele individuele prijzen. In de zomer van 2024 ging hij spelen voor de Duitse eersteklasser BG Göttingen waar hij speelde tot in januari 2025. Hij tekende toen voor de Belgische eersteklasser BC Oostende als vervanger van de vertrokken Devontae Shuler.
Voor het seizoen 2025/26 tekende hij bij Limburg United.

### Nationale ploeg
In 2021 debuteerde Ververs voor de Nederlandse nationale ploeg.

## Erelijst
- DBL All-Rookie Team: 2017
- BNXT League Player of the Year: 2024
- BNXT League-kampioen: 2022, 2023
- Nederlands landskampioen: 2021, 2023, 2024
- Nederlands bekerwinnaar: 2019, 2023
- Nederlandse supercup: 2021, 2023
- Belgisch bekerwinnaar: 2025
- Belgisch landskampioen: 2025